# Amt Landschaft Sylt
Het Amt Landschaft Sylt is een Amt in de Duitse deelstaat Sleeswijk-Holstein. Het Amt bestaat uit vier gemeenten die alle vier op het eiland Sylt liggen. Het bestuurscentrum van het Amt is gevestigd in de gemeente Sylt, dat echter zelf geen deel uitmaakt van het Amt, maar wel het bestuur uitoefent. 

## Deelnemende gemeenten
In het Amt werken de volgende vier plaatsen samen:
- Hörnum
- Kampen
- List
- Wenningstedt-Braderup